# ギークス〜警察署の変人たち〜
『ギークス〜警察署の変人たち〜』（ギークス けいさつしょのへんじんたち）は、2024年7月4日から9月19日までフジテレビ系「木曜劇場」枠にて放送されたテレビドラマ。主演は松岡茉優。 
「GEEK（ギーク）」とは、賢いオタク、人間関係が苦手な者という意味。頭脳明晰だが人間関係に難があり、残業なしをモットーとする警察署勤務の女性ギーク3人が週末の井戸端会議で事件解決に貢献する姿を描いた作品。

## あらすじ
舞台は小鳥遊（たかなし）警察署。鑑識の西条唯、産業医の吉良ます美、交通課員の基山伊織。彼女たちは頭脳明晰だが人間関係が苦手だった。そんな彼女たちは週末に居酒屋で、職場や人間関係の愚痴を語ることが日課だった。
ある日、3人のもとに刑事たちが頭を悩ます事件が持ち込まれる。謎解きのつもりで、それぞれが知識を元に捜査の違和感や矛盾点を指摘すると意外な事実が発覚。結果的に彼女たちの井戸端会議が事件解決に貢献することに。
頭脳明晰な彼女たちだが、プライベートでは悩みを抱く普通の女性。刑事ではないため、事件解決の手柄には興味がなかった。それよりも不器用な恋愛や人間関係の下手さによる揉め事の方が問題だった。

## キャスト

### 主要人物
西条唯（さいじょう ゆい）〈29〉
演 - 松岡茉優（幼少期：寺田藍月）
主人公。小鳥遊警察署の鑑識官。記憶力と証拠分析能力に定評がある。
吉良ます美（きら ますみ）〈35〉
演 - 田中みな実
小鳥遊警察署の産業医。心理分析に定評がある。
基山伊織（もとやま いおり）〈28〉
演 - 滝沢カレン
小鳥遊警察署の交通課員。地理に詳しい。
バスのエンジン音を収集していて、第6話では、身代金要求の電話の音声の後ろを通過したバスのかすかなエンジン音を聞き当て、そのバスが走っている路線を明示し、岡留巡査部長の救出に一役買った。

### 小鳥遊警察署
芹沢直樹（せりざわ なおき）〈29〉
演 - 中村蒼
強行犯係の刑事。
野村修二（のむら しゅうじ）〈27〉
演 - 若林時英
強行犯係の刑事。
杉田翔（すぎた しょう）〈24〉
演 - 泉澤祐希
新人鑑識員。西条の後輩。
島根太一（しまね たいち）〈54〉
演 - マギー
鑑識係の係長。
大道高志（おおみち たかし）〈35〉
演 - 阿部亮平
交通課員。
御手洗智（みたらい さとし）〈58〉
演 - 徳井優
署長。
河井リリカ（かわい りりか）〈23〉
演 - あの
警務課会計係 事務職員。
刑事
演 - 瀬戸口祥侑（第6話・第7話・第9話）
小鳥遊署の一日職業体験会にて芹沢と一緒に護身術の指導をする。

### その他
安達順平（あだち じゅんぺい）〈29〉
演 - 白洲迅
西条の隣人。実は警視庁の監察官で彼女を内偵していたと判明する（第5話）。
基山沙織
演 - 今井アンジェリカ
伊織のギャル風の妹。
基山文太
演 - 東島京
伊織の弟。高校生。
イケメン店員
演 - 中山琉貴
省エネ3人組行きつけの居酒屋「良好気分（いいきぶん）」の店員。
店主
演 - 福吉寿雄
省エネ3人組行きつけの居酒屋「良好気分（いいきぶん）」の店主。
藍
演 - 木村夏蓮
吉良ます美の娘。親権は別れた夫にあり、離れて暮らしている。

### ゲスト

#### 第1話
柘植仁
演 - 味方良介
新郎。元サッカー日本代表選手。現在はスポーツ番組のコメンテーター。
浜辺理子〈28〉
演 - 石川恋
新婦。老舗料亭の令嬢。現役時代から仁を支えてきた。
南佐江
演 - うらじぬの
柘植仁のマネージャー。
占い師
演 - 村松利史
吉良ます美の手相を見て「これからあなたが向かおうとする先には地獄の使者が待ち受けています」と告げる辻占い。
ラモス瑠偉
演 - 本人
柘植仁と浜辺理子の結婚披露宴の司会。
西野達也〈35〉
演 - 福地慎太郎
披露宴で配膳をしていたホールスタッフ。トイレで何者かに刺殺される。
鍵屋
演 - 佐藤まんごろう
鍵を紛失した西条唯が呼んだ「キーレスキュー24」の鍵師。
運転手
演 - 目黒光祐
基山伊織に車内放送を絶賛されるバスの運転手。
リポーター
演 - 武裕美（第8話）
柘植仁の披露宴で衝撃事件が起こったことを現場のホテルから伝える。
列席者
演 - 山本直輝、阿部遼哉、関根ささら
披露宴の強盗騒ぎをドッキリと勘違いする列席者たち。
河口信二〈31〉
演 - 星直実
ホテルスタッフ。遺体の第一発見者。防犯カメラの映像を芹沢に渡す。
制服警官
演 - 岩田和浩
仮装マラソンに現れたひょっとこ面の男を追う。
少年
演 - 小林空叶
道路脇の公園のゴミ箱でひょっとこ面を拾ったという少年。
アナウンサー
声 - 石井しおり
ニュースの声。
ひょっとこダンサーズ
演 - SAtoSHI、IPPEI、zoomer、REI、Wassy、SATOSHI、bboy、kuuya
披露宴でひょっとこのお面を付けて踊る柘植仁の友人たち。

#### 第2話
若林良太
演 - 濱尾ノリタカ
クマのぬいぐるみの持ち主だと名乗る男性。働いている居酒屋でお客さんから貰った物だと主張する。
小湊百合子
演 - 梅沢昌代（18歳時：大里菜桜）
クマのぬいぐるみの持ち主だと名乗る女性。若い頃に付き合っていた「ゆうくん」に貰った物だと主張する。
木之本
演 - ドンペイ
良太が働いている居酒屋の店主。
鈴川
演 - 竹石悟朗
階段から転落して負傷した被害者。
ゆうくん / 木村友司
演 - 皆藤空良
若い頃、百合子と交際していた男性。東京で働くことになり、真面目に生きると百合子に誓って上京したきり、百合子とは会っていない。
女性
演 - 犬嶋英沙、八鍬有紗
事件が起きた階段から自転車で逃走した犯人がぬいぐるみを積んでいたのを写真に撮っていた。
管理人
演 - 藏内秀樹
マンションのゴミ捨て場あったぬいぐるみを女の子に渡したと証言する。

#### 第3話
基山和文
演 - 阿南健治（第4話・第10話・最終話）
伊織たちの父親。たまに帰ってきては通帳やお金を持ち出す。
川尻省吾
演 - 波岡一喜
ボヤ騒ぎがあった「たかなし小学校」のうさぎ小屋で発見された手紙に残された指紋の人物。調べると1年前に亡くなっているという。
小松悠斗
演 - 須山結斗
川尻省吾の息子。病死している。
翔太
演 - 濱﨑司
「たかなし小学校」に通うやんちゃな児童。
坂口
演 - 酒井貴浩
「たかなし小学校」の警備員。
運転手
演 - 今井英二
芹沢が西条を送ったタクシーの運転手。
伊瀬儀洋
演 - 岡田正
テレビの「初夏の心霊スペシャル 凄腕霊能力者大集合」に出演した破戒僧。
女性
演 - 後藤ひろみ
芹沢たちが小学校前で聞き込みする主婦。学校で起きる心霊現象の噂話をする。
小松美奈子
演 - 八重澤ひとみ
川尻省吾の元妻。
看護師
演 - 柿弘美
転落事故の身元不明患者が入院する「小鳥遊総合病院」の看護師。

#### 第4話
山田加代子
演 - 遼河はるひ（第6話）
警視庁のコンプライアンス担当警部。コンプラチェックという名目で小鳥遊警察署に人物調査に来た。
伊賀剛〈50〉
演 - 福井晶一
伊賀法律事務所 所長。自宅でコレクションする腕時計が一本盗まれた。
伊賀洋子〈50〉
演 - 阿南敦子
伊賀剛の妻。弁護士。
加藤ゆき〈25〉
演 - 安川まり
伊賀法律事務所 秘書。
中山健一〈30〉
演 - 神田聖司
伊賀家の隣人宅の長男。窃盗事件当日、見合いのために伊賀家を訪れていた。
伊賀エイミ〈20〉
演 - 片岡凜
伊賀家の長女。大学生。
聡
演 - 佐藤祐基（第8話・第10話）
吉良ます美の元旦那。桂南大学事務長。
花山院ヨシキ
演 - 小林拓司
本名：村田泰典。執事カフェ「リンク」のキャスト。
播磨
演 - 今里真（第6話・第8話・第9話）
警視庁の管理官。山田加代子の上司。
配達員
演 - しおつかけいいちろう
ホライゾンの配達員。「食べ過ぎちゃうラー油」3本セットを署にいる西条宛に届けに来た。
店主
演 - 氷室幸夫
盗まれた腕時計が持ち込まれた質屋「だい福」の店主。
被疑者
演 - 青木一馬
芹沢が取り調べする被疑者。
スタッフ
演 - 若林司
ヨシキが働くメンズコンセプトカフェのスタッフ。

#### 第5話
馬場園祐樹
演 - ウエンツ瑛士（第8話・第10話・最終話）
小鳥遊市のイケメン市長。元医師で、吉良とは研修医時代の同期。
佐橋勝也
演 - 岩井拳士朗
市長の動画サイト「馬場園チャンネル」のカメラマン兼ディレクター。
男性、女性
演 - 鷲田五郎、麻生千裕
市長がお忍び訪問する小鳥遊市の介護施設の入居者。
男性
演 - 高橋良平、関本柊
この辺の土地を勝手に老人ホームにしようとしてる、と市長に絡む男たち。実は動画撮影の為に雇われた仕込み。
酔っ払い
演 - 内藤トモヤ
酔っぱらってベンチで寝ているところを市長に介抱される男性。実は動画撮影の為に雇われた仕込み。
議員
演 - 森永徹、田野良樹
自立型老人ホームの建設をめざす市長に対し、少子化対策のために家族向けマンションを作ることを主張する。
秋絵
演 - 有希九美
馬場園の母親。息子のことが判らなくなるほど認知症が進み、介護施設に入居している。
上司
演 - 小川智弘
馬場園と吉良が研修医だった大学病院の医局長。

#### 第6話
岡留太一
演 - 小林隆（第9話・第10話）
西条唯が以前世話になった公園前交番勤務の巡査部長。警邏中に誘拐される。定時に薬を服用し続けなければならない心臓の病を抱えている。
西条真
演 - 堀部圭亮（第10話・最終話）
唯の父。鳥居塚署で鑑識官をしていた頃、岡留太一と同僚だった。10年前、過労死している。
成田、伊狩
演 - 是近敦之（第9話）、比嘉秀海（第9話）
安達順平の部下。
鳥飼
演 - 森本のぶ（第9話）
誘拐事件捜査に合流した警視庁捜査一課員。
目撃者
演 - 松本海希
岡留が攫われるのを目撃する女性。
三好ひろの
演 - 西本まりん（第9話・第10話）
岡留と同じ交番勤務の警官。
警察無線
声 - 堀内充治
ヨシキリ町2－15の陸橋付近でケンカの110番通報があったことを伝える。
- 龍輝

#### 第7話
加納ミサ〈15〉
演 - 中山ひなの
「知らない男が急に棒で襲いかかってきた」と通りかかった杉田に話す女子高生。
芹沢れいな
演 - 中村里帆
芹沢の妹。大学4年生。地元の旅行会社に就職も無事に決まり、東京に遊びに来たという。
石川奈緒〈29〉
演 - 長谷川桃子
通り魔に襲われたフリーターのピアニスト。

#### 第8話
神谷雄二
演 - 林和義
「なのはな銀行」小鳥遊支店の支店長。
社員
演 - 和田亮太
「なのはな銀行」小鳥遊支店での神谷の部下。
薮下慶
演 - 上谷圭吾
ネット犯罪専門で「なのはな銀行」の顧問弁護士。
相田誠二
演 - モロ師岡
薮下弁護士事務所のパラリーガル。
城之内エミリ
演 - 乙葉
マッサージサロンMalichew（マリチウ）のオーナーセラピスト。
笠原京子
演 - 道上珠妃（ダウ90000）
マッサージサロンの従業員。
女性
演 - 吉田幸矢
バッグをひったくった犯人を文太が捕まえようと追いかけてくれたと警察署に礼を言いに来た。
警察署員
演 - 鶴亮
小鳥遊警察署で事情聴取を受けている神谷雄二のところに薮下弁護士たちを案内する。
通行人
演 - 竹田茂生、今野太貴、中村真知子
ジャッジマンについて街頭インタビューを受ける通行人。
- 守谷勇人[72]

#### 第9話
堀川周作
演 - 坂田聡
小鳥遊署が撮影を誘致したドラマ「リワインド」の監督。
一ノ瀬礼央
演 - YU
若手ナンバーワン俳優。「リワインド」の主演。
森口加奈子
演 - 長尾純子
「リワインド」の衣装スタッフ。
椎名透子
演 - 山口知紗
一ノ瀬礼央のマネージャー。
宮下勇気、加藤大和
演 - 君嶋麻耶、高村竜馬
「リワインド」の演出補。
勝又蓮
演 - 遠藤健慎（第10話）
何者かから拳銃が送りつけられた男性。14年前の岡留太一の娘・北川亜弓の傷害致死事件の加害者。
榎田翼、望月陸斗
演 - 渡辺優哉（第6話）、林勇輝（第6話）
小鳥遊署の少年犯罪事件に関するデータにアクセスしようとしていた不正アクセスおよび岡留太一の誘拐事件の容疑者。ふたりは4年前にパソコン用品店で万引きをして補導されており、その担当者が岡留太一だった。
男性
演 - 青木泰寛
榎田翼宅の隣人男性。部屋に出入りしていたのは3人だと証言する。
警察放送
声 - 塚本誠浩（第10話）
オナガ町の高架下で銃声のような音を聞いたとの通報を伝える。
店員
演 - 川﨑珠莉（第10話）
勝又蓮が強盗に入った宝石店「BIJOUPIKO」の店員。
- 数ヒロキ

#### 第10話
有田、副島
演 - 浜田道彦、深見亮介
基山和文行きつけの昼飲みが出来る大衆居酒屋「かのや」の客。
スタッフ
演 - 森澤早苗
小鳥遊公民館の職員。昼寝をしている基山和文に注意する。
親子
演 - 高田健一、浅見史歩
小鳥遊公民館の図書室で本を探している女の子と黄色い服を着た父親。どうやら西条たちが本棚から出した本を探している。
配達員
演 - 宮森右京
実家からの大量の父親の荷物を西条宅に配達する。

#### 最終話
今野勇気
演 - 猪塚健太
オランウータンの研究をしている高鷺大学の研究員。
浦野隆康
演 - 山本啓之
うがい用のコップがなくなったという空き巣被害者。警備会社勤務で小鳥遊中央病院の警備を担当している。
小日向
演 - 井上浩
小鳥遊中央病院 院長。セキュリティに自信を持っている。
男性
演 - 荒波タテオ、深澤恒太
家の窓ガラスが割られたと話す小鳥遊署の警察官とその同僚。
レポーター
演 - 小嶋遼平
小鳥遊市民ホールの集配室で爆発があり、手製の爆弾と見られる残骸を発見したというニュースを現場からレポートする。

## スタッフ
- 脚本 - 大林利江子、原野吉弘[3]、井本智恵、咲元伊茉莉
- 音楽 - 鈴木真人、半田翼
- 主題歌 - サンボマスター「自分自身」（Getting Better / Victor Entertainment）[92]
- 警察監修 - 古谷謙一
- 心理学監修 - 越智啓太
- 演出 - 山内大典、村上正典[3]、本間美由紀
- プロデューサー - 森安彩（共同テレビ）、貸川聡子（共同テレビ）[3]
- 制作・著作 - 共同テレビ[3]

## 放送日程
| 各話                                                                        | 放送日  | サブタイトル                              | 脚本                | 演出       | 視聴率 |
| --------------------------------------------------------------------------- | ------- | ----------------------------------------- | ------------------- | ---------- | ------ |
| 第1話                                                                       | 7月04日 | 残業NG!厄介な女たちが井戸端会議で事件解決 | 大林利江子          | 山内大典   | 6.1%   |
| 第2話                                                                       | 7月11日 | ぬいぐるみに隠された秘密                  | 大林利江子          | 山内大典   | 5.5%   |
| 第3話                                                                       | 7月18日 | 幽霊いる?いない?論争勃発                  | 原野吉弘            | 山内大典   | 4.8%   |
| 第4話                                                                       | 7月25日 | 高級時計とアフター5の危機                 | 井本智恵 咲元伊茉莉 | 村上正典   | 5.0%   |
| 第5話                                                                       | 8月01日 | イケメン毒舌市長を警護せよ                | 大林利江子          | 村上正典   | 4.2%   |
| 第6話                                                                       | 8月15日 | 容疑者西条!捜査も恋も戦い                 | 原野吉弘            | 山内大典   | 3.9%   |
| 第7話                                                                       | 8月22日 | 陽キャの襲来と通り魔事件!                 | 大林利江子          | 村上正典   | 4.8%   |
| 第8話                                                                       | 8月29日 | 大炎上!不正告発は正義か?                  | 大林利江子          | 本間美由紀 | 4.8%   |
| 第9話                                                                       | 9月05日 | 撮影で事件勃発!拳銃の行方                 | 原野吉弘            | 山内大典   | 4.1%   |
| 第10話                                                                      | 9月12日 | 発砲事件の罪と罰…家族の絆                 | 原野吉弘            | 村上正典   | 4.5%   |
| 最終話                                                                      | 9月19日 | 対決!爆弾魔の歪んだ正義                   | 大林利江子          | 山内大典   | 3.9%   |
| 平均視聴率 4.7%（視聴率はビデオリサーチ調べ、関東地区・世帯・リアルタイム） |         |                                           |                     |            |        |

- 初回は22時 - 23時9分の15分拡大放送。
- 8月8日は『パリオリンピック ゴルフ女子第2ラウンド』放送のため休止。

## スピンオフ番組
2024年10月7日（23:15 - 23:55）に、スピンオフ番組として『ギークな女子会 茉優・みな実・カレンの部屋』が放送された。
松岡茉優・田中みな実・滝沢カレンの3人が、事前に募集した視聴者からの質問や悩みをテーマにトークを繰り広げるトークバラエティ番組となっている。

### 出演者
- 松岡茉優
- 田中みな実
- 滝沢カレン